# الیکایی نوازنده
الیکایی نوازنده (نام علمی: Cyphorhinus arada) نام یک گونه از سرده الیکایی‌های کج‌بینی است.